# L'Insolite
L'Insolite est une revue de petit format noir et blanc publiée dans la collection « Comics Pocket » des éditions Arédit/Artima de février 1977 à octobre 1982. La série totalise 25 numéros.
Ce fascicule a essentiellement publié de manière hétéroclite des comics de séries d'anthologie de chez DC (Doorway To Nightmare, Forbidden Tales Of Dark Mansion, Ghosts, House Of Mystery, House Of Secrets, Secrets Of Haunted House, Unexpected, Weird Mystery Tales), et plus rarement de chez Archie Comics (Chilling Adventures In Sorcery) ou Charlton (Ghost Manor), ainsi que quelques numéros spéciaux des séries Marvel Comics Tomb of Dracula et Werewolf by Night.